# P. League+
La P. League+ (stilizzata P. LEAGUE+, abbreviata in PLG), pronunciata Plus League, è un campionato professionistico taiwanese di pallacanestro fondato nel 2020.

## Storia
La P. League+ è stata fondata nel 2020, dall'ex giocatore ed imprenditore Chen Chien-Chou, diventando la prima lega professionistica di pallacanestro di Taiwan dalla soppressione della Chinese Basketball Alliance nel 1999 .
Alla stagione inaugurale, tenutasi nella stagione 2020-2021, presero parte quattro squadre:  i Formosa Taishin Dreamers, gli Hsinchu JKO Lioneers, i Taipei Fubon Braves e i Taoyuan Pilots.
La prima edizione del campionato prese il via il 19 dicembre 2020, ma dopo aver concluso la stagione regolare la lega dovette concludere in anticipo i play-off nel maggio 2021 con la serie finale, da giocare al meglio delle sette partite, ferma a gara quattro, a causa della diffusione della Pandemia da COVID-19 a Taiwan. I Taipei Fubon Braves, che conducevano le finali per 3-1, vennero proclamati campioni della prima edizione dopo la cancellazione delle restanti partite della serie.

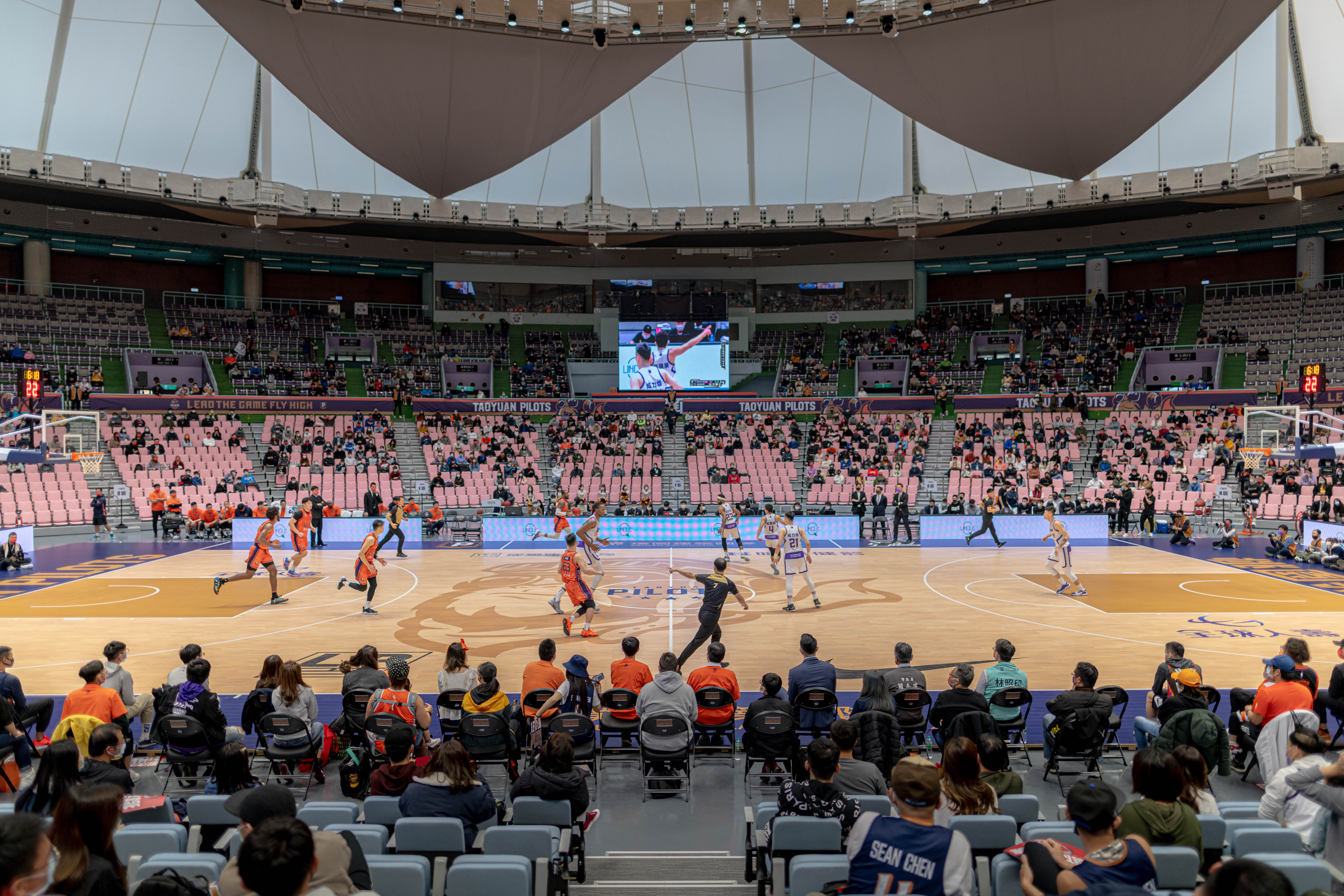
Una partita dei Taoyuan Pilots nel febbraio 2021, durante l'edizione inaugurale della lega

Nella stagione successiva le squadre aumentarono a sei, con l'ingresso dei New Taipei Kings e dei Kaohsiung Steelers.
Il 26 giugno del 2024 la P.League+ annunciò che si sarebbe fusa con la T1 League per creare una nuova lega professionistica nazionale nel paese a partire dalla stagione 2024-2025. Ma l'8 luglio tre squadre della lega, i Kaohsiung 17LIVE Steelers, i Taipei Fubon Braves ed i Taoyuan Pauian Pilots decisero di uscire dalla fusione tra le due leghe, preferendo rimanere nella P.League+ per la stagione sportiva; mentre i Formosa Dreamers, i Hsinchu Lioneers e i New Taipei Kings, il giorno successivo decisero di abbandonare il campionato per trasferirsi nella nuova lega istituita, la Taiwan Professional Basketball League, insieme a quattro squadre della T1 League. Invece i Tainan TSG GhostHawks decisero di unirsi alla lega, dopo la soppressione della T1 League, diventando così la quarta squadra per l'edizione 2024-2025.

## Squadre attuali
Squadre partecipanti all'edizione 2024-2025
| Squadra            | Città     | Arena                              | Fondazione | Entrata | Localizzazione                    |
| ------------------ | --------- | ---------------------------------- | ---------- | ------- | --------------------------------- |
| Kaohsiung Steelers | Kaohsiung | Fengshan Arena                     | 2021       | 2021    | Steelers GhostHawks Braves Pilots |
| Tainan GH          | Tainan    | NCKU Chung Cheng Gym               | 2021       | 2024    | Steelers GhostHawks Braves Pilots |
| Fubon Braves       | Taipei    | Taipei Heping Basketball Gymnasium | 1982       | 2020    | Steelers GhostHawks Braves Pilots |
| Taoyuan Pilots     | Taoyuan   | Taoyuan Arena                      | 2020       | 2020    | Steelers GhostHawks Braves Pilots |

## Albo d'oro
| Stagione  | Vincitore      | Serie | Secondo Posto    |
| 2020-2021 | Fubon Braves   | 3-1   | Formosa Dreamers |
| 2021-2022 | Fubon Braves   | 4-1   | Hsinchu Lioneers |
| 2022-2023 | Fubon Braves   | 4-2   | N. T. Kings      |
| 2023-2024 | N. T. Kings    | 4-1   | Taoyuan Pilots   |
| 2024-2025 | Taoyuan Pilots | 4-3   | Fubon Braves     |

## Vittorie per club
| Club           | Titolo | Città        | Anno             |
| -------------- | ------ | ------------ | ---------------- |
| Fubon Braves   | 3      | Taipei       | 2021, 2022, 2023 |
| N. T. Kings    | 1      | Nuova Taipei | 2024             |
| Taoyuan Pilots | 1      | Taoyuan      | 2025             |